# 古拉乡
古拉乡是中国西藏自治区察隅县下辖的一个乡，位于县境东北部，总面积3318平方公里，2005年人口2977人。下辖15个村委会：关龙村、龙日村、沙美村、沙堆村、日托村、俄玉村、南学村、学尼村、格巴村、扎兴村、察空村、目本村、则巴村、安巴村、觉布如村。